# Bareli
Bareli ou Bareily (hindî : बरेली - anglais : Bareilly) est une ville indienne de l'État d'Uttar Pradesh, capitale de l'une des 18 divisions territoriales de cet État et du district de Bareli.

## Géographie
La ville est située entre le Gange et l'Himalaya, à environ 200 km au nord-ouest de Lucknow et de Kanpur, et 225 km à l'est de Delhi.

## Histoire
Bareli a été fondée en 1537 par le gouverneur moghol Makrand Ray.
Au milieu du XIXe siècle, elle est un lieu important de la révolte des Cipayes.